# Eliezer Hager (Damesek Eliezer)
Eliezer Hager (n. 1891, Vijnița, Ducatul Bucovinei, Austro-Ungaria – d. august 1946, Ierusalim, Palestina sub mandat britanic), cunoscut și ca Damesek Eliezer, a fost un rabin hasidic român născut în Vijnița, Austro-Ungaria (în prezent Ucraina). Membru al curentului Vizhnitz, acesta a fost o figură importantă în hasidismul interbelic (atât din România, cât și la nivel mondial). El a fost fiul rabinului Yisroel Hager, dar și fratele lui Hayim Meir Hager.